# Zweikreissystem
Als Zweikreissystem, Zweisystem, dualistisches System oder Spiegelbildsystem wird in der Betriebswirtschaftslehre eine Organisationsform der Buchführung bezeichnet, in der eine strikte Trennung zwischen externem Rechnungswesen und internem Rechnungswesen innerhalb von Betrieben vorgenommen wird.
Diese Trennung gibt es aufgrund der unterschiedlichen Gruppen, an die sich die beiden Buchführungen richten, und der daraus resultierenden unterschiedlichen Ansprüche.
Ersteres dient als Informationsinstrument von Gruppen außerhalb des Unternehmens (z. B. Stakeholder, das Finanzamt), letzteres dient nur unternehmensinternen Zwecken, vor allem zur Optimierung, und ist formfrei.
Das Zweikreissystem ist traditionell im deutschsprachigen Raum verbreitet und findet sich so z. B. im angelsächsischen Raum nicht.